# Грембоциці (гміна)
Гміна Грембоциці (пол. Gmina Grębocice) — сільська гміна у південно-західній Польщі. Належить до Польковицького повіту Нижньосілезького воєводства.
Станом на 31 грудня 2011 у гміні проживало 5301 особа.

## Площа
Згідно з даними за 2007 рік площа гміни становила 121.89 км², у тому числі:
- орні землі: 72.00%
- ліси: 19.00%

Таким чином, площа гміни становить 15.63% площі повіту.

## Населення
Станом на 31 грудня 2011:
| Опис     | Загалом | Загалом | Чоловіки | Чоловіки | Жінки | Жінки |
| -------- | ------- | ------- | -------- | -------- | ----- | ----- |
| одиниця  | осіб    | %       | осіб     | %        | осіб  | %     |
| все      | 5301    | 100     | 2681     | 50.58    | 2620  | 49.42 |
| міське   | 0       | 100     | 0        |          | 0     |       |
| сільське | 5301    | 100     | 2681     | 50.58    | 2620  | 49.42 |

## Сусідні гміни
Гміна Грембоцице межує з такими гмінами: Глогув, Єжманова, Пенцлав, Польковіце, Рудна.